# Estefanía Cabello
Estefanía Cabello (La Carlota, Córdoba, España, 11 de diciembre de 1993) es una filóloga, docente universitaria y escritora española. 

## Biografía
Su nombre completo es Estefanía Cabello Rosa. Lectora precoz y voraz, se describe a sí misma como amante de la belleza desde diciembre de 1993. Vivió su infancia en la pequeña localidad cordobesa de Los Algarbes (La Carlota, Córdoba) hasta 2011, momento en que se traslada a la capital para comenzar sus estudios en Filología Hispánica (Universidad de Córdoba). Desde 2013 a 2017 reside y trabaja en lugares como Nueva York, EE.UU. (2012); Ciudad de México, (2013); Gales, Reino Unido (2014); Guadalajara, México (2014); Rabat, Marruecos (Instituto Cervantes, 2016); Varsovia, Polonia (Consejería de Educación de la Embajada, 2016) y China (2017). 
Doctora cum laude en Literatura Española, la autora es especialista en la literatura de los siglos XIX y XX. Sus dos líneas de investigación fundamentales son mujeres escritoras del siglo XIXy poesía del siglo XX. Actualmente es docente del Máster en Escritura Creativa de UNIR y Coordinadora Académica de esta universidad. 
Durante su formación previa predoctoral en la Universidad de Córdoba (2020-2024), la autora formó parte de los proyectos de investigación SILEM II "Sujeto e Institución Literaria en la Edad Moderna" y P.A.S.O. "Poesía andaluza del Siglo de Oro". En 2022-2023, le conceden una de las diez prestigiosas becas Premio Carlos V (Fundación Yuste), Carlos V European Award-Cultural routes of the council of Europe of the Yuste Foundation, por el trabajo que desarrolló en un capítulo de su tesis doctoral: "Repensar el canon: mujeres escritoras en la prensa decimonónica. Paradigmas y modelos previos en las literaturas francesa y británica". 
Ha realizado estancias de investigación en universidades como Burdeos, Queen's University (Belfast), la universidad de Exeter y la Universidad de Oxford (Lady Margaret Hall College, Oxford).
Actualmente, Estefanía Cabello se considera una de las jóvenes escritoras e investigadoras con más proyección a nivel internacional. 

## Vida profesional
En lo que respecta al aspecto profesional, Estefanía Cabello colabora durante 2015 como redactora en la sección cultural del periódico digital de Córdoba,   CORDÓPOLIS y fue coordinadora del club de lectura de poesía de la Red Municipal de Bibliotecas de Córdoba hasta el año siguiente. Así bien, durante 2016, viaja a Marruecos para realizae sus prácticas académicas en el Instituto Cervantes con sede en Rabat (Marruecos). Ese mismo año obtiene una beca FARO del Ministerio de Educación, Cultura y Deporte, para trabajar como colaboradora en la Consejería de Educación de la Embajada de España en Polonia, por lo que reside en Varsovia desde septiembre de 2016 hasta febrero de 2017. En el Shandong Foreing Languages Vocational College, desempeña una labor como profesora de español y cultura española en la Universidad de China, desde marzo de 2017 a julio del mismo año. 
Durante 2018 y parte de 2019, ocupa la plaza de correctora y editora de textos en el RIDEA (Real Instituto de Estudios Asturianos) con sede en Oviedo, Asturias. Desde la temporada 2019/2020 es la responsable del taller virtual de lectura y directora del taller de escritura creativa para jóvenes de la Biblioteca Central de Córdoba.
Desde 2020, la autora compagina la escritura creativa y la docencia e investigación universitaria. En ambas facetas, ha recibido premios a nivel nacional e internacional.

## Obra creativa y trayectoria
Su obra inicial está incluida en antologías como Donde veas (La Bella Varsovia, 2015), La punta del Iceberg (Ediciones en Huida, 2015), Algo se ha movido (Esdrújula ediciones, 2018), Piel fina, poesía joven española (ed. Maremágnum, 2019) además de aparecer en revistas tales como ocultalit, Estación Poesía (n.º 13) o Anáfora (n.º 15).
Ciertamente, su calidad literaria pronto fue reconocida, siendo finalista por primera vez del II premio Jovellanos El mejor poema del mundo, por "Nueva España", escrito durante su estancia en la UNAM (Universidad Nacional Autónoma de México), publicado por Ediciones Nobel (2015) y traducido al italiano en el marco del Festival Internacional de poesía "Parco Poesía" (Italia, 2015). Asimismo, fue finalista de la III edición de Ucopoética (2015). 

Su primer poemario, 13 segundos para escapar , protagonizado por un lenguaje íntimo, fue premiado con el XVIII premio internacional de poesía joven Gloria Fuertes en 2017. Al año siguiente, La teoría de los autómatas (2018), fue ganador del Premio València Nova de poesía en castellano. Según explica el Centro Andaluz de las Letras:
La teoría de los autómatas es un poemario dividido en tres partes: Cámara, La teoría de los autómatas, No hay más espacio para el corazón (data error). Desde una experiencia cercana a la realidad actual, la obra indaga en los grandes temas humanos del dolor y del amor y en la búsqueda del yo dentro de una era que tiene como protagonistas la tecnología y las máquinas digitales.
En ambas publicaciones encontramos claras referencias a los lugares en que ha residido previamente, tales como Polonia, México o China, cuya vivencia ha dejado una huella apreciable y honda en la autora. 
Con El cielo roto de Shanghái resultó finalista del premio Adonáis 2018, uno de los premios más prestigiosos del mundo hispánico (Biblioteca Nacional de España). Posteriormente, el libro fue publicado por la editorial madrileña Bartleby en 2022. En 2023, con Muchacha con mirlo en las manos, es galardonada con el Premio Carmen Conde de poesía.
En 2023 ganó el Premio a la Joven Escritora de Cuadernos del Sur. Este año publica Quienes llegaron, su primera colección de cuentos, en la editorial Cántico. Este proyecto de narrativa le hizo merecedora de una de las becas a la creación de la Agencia Andaluza de Instituciones Culturales. 
En 2024 le conceden el Premio Córdoba en Igualdad en la Categoría Arte y Cultura.
La autora ha sido invitada a numerosos recitales y eventos culturales, entre ellos en: las librerías del Fondo de Cultura Económica (FCE) de México, en el Festival Internacional Cosmopoética en Córdoba, en el Festival Internacional de Poesía (FIP) de Granada o en el Festival Internacional Primavera Poética de Perú (2022). Asimismo, participa asiduamente como jurado en diferentes premios de literatura.

## Publicaciones

### Antologías
- El mejor poema del mundo, 2015, Asturias, Ediciones Nobel, Oviedo, 2015. ISBN: 9788484597230.
- Donde veas, poetas ganadores de Ucopoética 2015. La Bella Varsovia, Madrid, 2015.  ISBN: 97884-943557-5-2.
- La punta del Iceberg: antología de poesía joven cordobesa. Ediciones en Huida, Córdoba, 2015. ISBN: 978-84-944701-3-4.
- Algo se ha movido, antología de 25 poetas jóvenes andaluces. Ed. Esdrújula, Granada, 2018. ISBN: 978-84-17042-86-8.
- Piel fina, poesía joven española. Ed. Maremágnum, Oviedo, 2019. ISBN: 978-84-948324-1-3.

- Yo me muero como viví (antología de la poesía hispanoamericana actual), ed. Eolas, León, 2021. ISBN: 978-84-18718-35-9.

### Libros publicados
POESÍA:
- 13 segundos para escapar, XVIII premio internacional de poesía joven Gloria Fuertes. Ed. Torremozas (Colección Gloria Fuertes), Madrid, 2017. ISBN: 9788478397211.
- La teoría de los autómatas, premio València Nova de poesía en castellano (Institución Alfons El Magnànim), ed. Hiperión, Madrid, 2018. EAN: 9788490021224.
- El cielo roto de Shanghái, Bartleby editores, 2022. ISBN: 9788412594058.
- Muchacha con mirlo en las manos, premio Carmen Conde de poesía, Torremozas, 2023. ISBN: 978-84-7839-917-8 2023.

NARRATIVA:
- Quienes llegaron, ed. Cántico, Córdoba, 2023. ISBN: 978-84-19387-46-2.

ENSAYO:
- Las puertas entornadas: herencia y recepción de Pablo García Baena, ed. Cántico, Córdoba, 2023. ISBN: 978-84-19387-14-1.

- Poesía sin nombre. 15 poéticas posibles, ed. Fundación Universitaria Española, Madrid, 2025.
- Mi tía Carolina Coronado , de Ramón Gómez de la Serna, edición y anotación crítica, Torremozas, Madrid, 2025.